# Communauté de communes de Yenne
Die Communauté de communes de Yenne ist ein französischer Gemeindeverband mit Rechtsform einer Communauté de communes im Département Savoie, dessen Verwaltungssitz sich in dem Ort Yenne befindet.
Der im April 2000 gegründete Gemeindeverband besteht aus 13 Gemeinden auf einer Fläche von 126,69 km². Präsident des Gemeindeverbandes ist Guy Dumollard.

## Aufgaben
Zu den vorgeschriebenen Kompetenzen gehören die Entwicklung und Förderung wirtschaftlicher Aktivitäten und des Tourismus sowie die Raumplanung auf Basis eines Schéma de Cohérence Territoriale. Der Gemeindeverband betreibt die Straßenmeisterei, die Rettungsdienste, die Wasserversorgung, die Abwasserentsorgung sowie die Müllabfuhr und -entsorgung. Zusätzlich ist der Verband Schulträger und betreibt den Schulbusverkehr.

## Mitgliedsgemeinden
Folgende 13 Gemeinden gehören der Communauté de communes de Yenne an:
| Gemeinde                        | Einwohner 1. Januar 2022 | Fläche km² | Dichte Einw./km² | Code INSEE | Postleitzahl |
| ------------------------------- | ------------------------ | ---------- | ---------------- | ---------- | ------------ |
| Billième                        | 262                      | 5,98       | 44               | 73042      | 73170        |
| Jongieux                        | 284                      | 6,43       | 44               | 73140      | 73170        |
| La Balme                        | 356                      | 9,40       | 38               | 73028      | 73170        |
| La Chapelle-Saint-Martin        | 146                      | 2,57       | 57               | 73078      | 73170        |
| Loisieux                        | 224                      | 9,33       | 24               | 73147      | 73170        |
| Lucey                           | 290                      | 6,14       | 47               | 73149      | 73170        |
| Meyrieux-Trouet                 | 337                      | 11,05      | 30               | 73156      | 73170        |
| Saint-Jean-de-Chevelu           | 837                      | 12,72      | 66               | 73245      | 73170        |
| Saint-Paul                      | 750                      | 13,25      | 57               | 73269      | 73170        |
| Saint-Pierre-d’Alvey            | 309                      | 7,70       | 40               | 73271      | 73170        |
| Traize                          | 336                      | 9,48       | 35               | 73299      | 73170        |
| Verthemex                       | 240                      | 9,28       | 26               | 73313      | 73170        |
| Yenne                           | 3.045                    | 23,36      | 130              | 73330      | 73170        |
| Communauté de communes de Yenne | 7.416                    | 126,69     | 59               | –          | –            |